# 重複序列
生物細胞中的DNA序列裡面包含許多重複序列（repeated sequence），主要可分為兩大類，分別是串联重复序列（也叫串接重复序列，Tandem repeat）與散置重复序列（Interspersed repeat）。
串联重复和散置重复的区别在于重复的部分是否相邻分布，相邻就是串联重复，不相邻就是散置重复。如：ATGATGATGATG可以看作是关于ATG的串接重复；ATGXATGXXATG可以看作关于ATG的散置重复。两个主要類型又进一步划分为不同的子类型。
- 串联重复
  - 衛星DNA（Satellite DNA）
  - 小衛星序列（Minisatellite）
  - 微衛星（Microsatellite）

- 散置重复
  - 短散落配置（short interspersed nuclear element；縮寫SINE）
  - 長散落配置（long interspersed nuclear element；縮寫LINE）